# Isomäen jäähalli
Die Isomäen jäähalli (seit 2023 unter dem Sponsorennamen Enersense Areena) ist eine Eissporthalle in der finnischen Stadt Pori.

## Geschichte
1964 wurde eine Kunsteisbahn angelegt. Die Halle, die im Jahr 1971 eröffnet wurde, bietet Platz für 6.150 Zuschauer (davon 3.842 auf Sitzplätzen) und wird hauptsächlich für Eishockey genutzt. Der Eishockeyverein Porin Ässät, der in der Liiga spielt, trägt dort seine Heimspiele aus.
Aufgrund von Sponsoring hieß die Eissporthalle zwischen 2022 und 2023 West Areena und seit 2023 Enersense Areena.